# Tour della nazionale maschile di rugby a 15 dell'Irlanda 1993
La nazionale irlandese di rugby union tra il 1991 e il 1995 si è recata nel più volte in tour oltremare.
Nel 1993, un team sperimentale ("Development Team") viene inviato in Africa.
| 21 luglio 1993 | Mashonaland | 10 – 22 | Ireland Development |  |

| 24 luglio 1993 | Zimbabwe A | 6 – 20 | Ireland Development |  |

| 28 luglio 1993 | Namibia B | 21 – 38 | Ireland Development |  |

| 31 luglio 1993 | Namibia A | 33 – 19 | Ireland Development |  |

| 4 agosto 1993 | SA Central Province XV | 15 – 53 | Ireland Development |  |

| 7 agosto 1993 | SA Rural Province XV | 18 – 23 | Ireland Development |  |

| 11 agosto 1993 | SA Development team | 0 – 44 | Ireland Development |  |